# Stöllet
Stöllet – miejscowość (tätort) w Szwecji, w regionie administracyjnym (län) Värmland, w gminie Torsby.
Według danych Szwedzkiego Urzędu Statystycznego liczba ludności wyniosła: 233 (31 grudnia 2015), 216 (31 grudnia 2018) i 230 (31 grudnia 2019).